# فرنسيسكو خافيير غوميز هرنانديز
فرنسيسكو خافيير غوميز هرنانديز (بالإسبانية: Francisco Javier Gómez Hernández)‏ (20 مايو 1967 بليون في المكسيك - ) هو لاعب كرة قدم مكسيكي في مركز الدفاع. لعب مع نادي بويبلا.

## وصلات خارجية
- فرنسيسكو خافيير غوميز هرنانديز على موقع قاعدة بيانات كرة القدم.إي يو (الإنجليزية)